# Coppa Italia 1963/1964
Sedmnáctý ročník Coppa Italia (italského fotbalového poháru) se konal od 8. září 1963 do 1. listopadu 1964. Turnaj vyhrál poprvé v klubové historii Řím, které ve finále porazilo Turín v opakovaném zápase 1:0. Nejlepšími střelci se stali Kurt Hamrin (Fiorentina), Pedro Manfredini (Řím), Joaquín Peiró (Turín) a Juan Seminario (Fiorentina), kteří vstřelili čtyři branky.

## Účastníci

### Od 1. kola
- Alessandria
- Bari
- Brescia
- Benátky
- Boloňa
- Cagliari
- Catania
- Catanzaro
- Cosenza
- Fiorentina
- Foggia & Incedit
- Janov
- Lanerossi Vicenza
- Lazio
- Lecco
- Mantova
- Messina
- Modena
- Neapol
- Padova
- Palermo
- Parma
- Potenza
- Prato
- Pro Patria
- Řím
- Sampdoria
- Simmenthal-Monza
- SPAL
- Triestina
- Turín
- Varese
- Udinese
- Verona

### Od čtvrtfinále
- Atalanta
- Inter
- Juventus
- Milán

## Zápasy

### 1. kolo
Zápasy byly na programu 8. září 1963.
Poznámky
|  | Postup do dalšího kola |

| Domácí           | Výsledek     | Hosté             |
| ---------------- | ------------ | ----------------- |
| Alessandria      | 1:1          | Lanerossi Vicenza |
| Varese           | 1:0          | Pro Patria        |
| Brescia          | 2:3          | Janov             |
| Lecco            | 1:3          | Turín             |
| Padova           | 2:1 v prodl. | Modena            |
| Benátky          | 1:2          | Simmenthal-Monza  |
| Triestina        | 0:2          | SPAL              |
| Udinese          | 0:2          | Boloňa            |
| Verona           | 2:1          | Mantova           |
| Prato            | 2:0          | Sampdoria         |
| Neapol           | 1:0          | Bari              |
| Potenza          | 0:2          | Řím               |
| Cagliari         | 1:0          | Lazio             |
| Foggia & Incedit | 2:1          | Catania           |
| Catanzaro        | 3:1          | Messina           |
| Palermo          | 0:3          | Fiorentina        |

### Kvalifikace
Zápas byl na programu 20. října 1963.
| Domácí | Výsledek | Hosté            |
| ------ | -------- | ---------------- |
| Varese | 3:0      | Simmenthal-Monza |

### 2. kolo
Zápasy byly na programu od 13. listopadu do 11. prosince 1963.
Poznámky
|  | Postup do dalšího kola |

| Domácí      | Výsledek          | Hosté            |
| ----------- | ----------------- | ---------------- |
| Alessandria | 0:0 (3:4 na pen.) | Janov            |
| Verona      | 0:1 v prodl.      | Boloňa           |
| Padova      | 2:2 (2:4 na pen.) | SPAL             |
| Parma       | 1:2               | Cagliari         |
| Fiorentina  | 4:1               | Prato            |
| Catanzaro   | 1:2               | Foggia & Incedit |
| Řím         | 5:0               | Neapol           |
| Turín       | 2:1               | Varese           |

### 3. kolo
Zápasy byly na programu od 12. dubna do 13. května 1964.
| Domácí           | Výsledek          | Hosté      |
| ---------------- | ----------------- | ---------- |
| Janov            | 1:1 (4:5 na pen.) | Turín      |
| Cagliari         | 0:1               | Fiorentina |
| Foggia & Incedit | 0:2               | Řím        |
| Boloňa           | 4:2               | SPAL       |

### Čtvrtfinále
Zápasy byly na programu od 3. června do 11. června 1964.
| Domácí     | Výsledek | Hosté    |
| ---------- | -------- | -------- |
| Fiorentina | 1:0      | Milán    |
| Řím        | 1:0      | Atalanta |
| Juventus   | 4:1      | Boloňa   |
| Turín      | 4:1      | Inter    |

### Semifinále
Zápasy byly na programu 10. června a 14. června 1964.
| Domácí | Výsledek          | Hosté      |
| ------ | ----------------- | ---------- |
| Řím    | 1:1 (6:2 na pen.) | Fiorentina |
| Turín  | 2:0               | Juventus   |

### Finále

#### 1. zápas
| 6. 9. 1964 18:30 |        |       |                                                         |
| Řím              | 0 : 0  | Turín | Stadio Olimpico, Řím, Itálie rozhodčí: Ettore Carminati |
|                  | Report |       | Stadio Olimpico, Řím, Itálie rozhodčí: Ettore Carminati |

|                     |    |                         |  |
|                     |    |                         |  |
|                     | 1  | Enzo Matteucci          |  |
|                     | 2  | Glauco Tomasin          |  |
|                     | 3  | Mario Ardizzon          |  |
|                     | 4  | Francesco Carpenetti    |  |
|                     | 5  | Giacomo Losi            |  |
|                     | 6  | Karl-Heinz Schnellinger |  |
|                     | 7  | Lamberto Leonardi       |  |
|                     | 8  | Giuseppe Tamborini      |  |
|                     | 9  | Bruno Nicolè            |  |
|                     | 10 | Sergio Carpanesi        |  |
|                     | 11 | Elvio Salvori           |  |
| Trenér:             |    |                         |  |
| Juan Carlos Lorenzo |    |                         |  |

|             |    |                       |  |
|             |    |                       |  |
|             | 1  | Lido Vieri            |  |
|             | 2  | Fabrizio Poletti      |  |
|             | 3  | Luciano Teneggi       |  |
|             | 4  | Giorgio Puia          |  |
|             | 5  | Roberto Rosato        |  |
|             | 6  | Amilcare Ferretti     |  |
|             | 7  | Enrico Albrigi        |  |
|             | 8  | Giorgio Ferrini       |  |
|             | 9  | Gerry Hitchens        |  |
|             | 10 | Giambattista Moschino |  |
|             | 11 | Luigi Meroni          |  |
| Trenér:     |    |                       |  |
| Nereo Rocco |    |                       |  |

#### 2. zápas
| 1. 11. 1964 14:30 |        |            |                                                           |
| Turín             | 0 : 1  | Řím        | Stadio Comunale, Turín, Itálie rozhodčí: Giulio Campanati |
|                   | Report | 85' Nicolè | Stadio Comunale, Turín, Itálie rozhodčí: Giulio Campanati |

|             |    |                     |  |
|             |    |                     |  |
|             | 1  | Lido Vieri          |  |
|             | 2  | Fabrizio Poletti    |  |
|             | 3  | Luciano Buzzacchera |  |
|             | 4  | Giorgio Puia        |  |
|             | 5  | Remo Lancioni       |  |
|             | 6  | Amilcare Ferretti   |  |
|             | 7  | Luigi Simoni        |  |
|             | 8  | Giorgio Ferrini     |  |
|             | 9  | Gerry Hitchens      |  |
|             | 10 | Giancarlo Cella     |  |
|             | 11 | Luigi Meroni        |  |
| Trenér:     |    |                     |  |
| Nereo Rocco |    |                     |  |

|                     |    |                         |  |
|                     |    |                         |  |
|                     | 1  | Fabio Cudicini          |  |
|                     | 2  | Glauco Tomasin          |  |
|                     | 3  | Mario Ardizzon          |  |
|                     | 4  | Francesco Carpenetti    |  |
|                     | 5  | Giacomo Losi            |  |
|                     | 6  | Karl-Heinz Schnellinger |  |
|                     | 7  | Lamberto Leonardi       |  |
|                     | 8  | Giuseppe Tamborini      |  |
|                     | 9  | Bruno Nicolè            |  |
|                     | 10 | Giancarlo De Sisti      |  |
|                     | 11 | Fulvio Francesconi      |  |
| Trenér:             |    |                         |  |
| Juan Carlos Lorenzo |    |                         |  |

## Vítěz
| Coppa Italia Vítěz pro rok 1963/1964 |
| ------------------------------------ |
| AS Řím                               |
|                                      |